# یانکل فدر
یانکل فِدِر (انگلیسی: Yankel Feather؛ ۲۱ ژوئن ۱۹۲۰ – ۱۸ آوریل ۲۰۰۹) هنرمند و نقاش اهل کشور بریتانیا و عضو «آکادمی هنرهای لیورپول» بود. وی یک نقاش اکسپرسیونیست بود.
نقاشی‌های فدر در مجموعه‌های عمومی غرفه سلطنتی و گالری هنر واکر وجود دارد. کارهای اولیه او رسمی تر بودند، و در کارهای بعدی با شروع نقاشی از حافظه، رنگ پر گویاتر شد و تغییر کرد. موضوع او شامل زندگی بی جان، صحنه های پرجمعیت سالن های رقص لیورپول و مناظر دریایی دوره سنت آیوز او بود.

## زندگی
فدر در سال 1920 در Toxteth لیورپول در خانواده ای فقیر به عنوان کوچکترین عضو از هفت فرزند متولد شد. او به مدرسه ابتدایی شهرستان هرینگتون و بعداً به یک مدرسه راهنمایی یهودی رفت. او تنها یک بار با پدر غایب خود که یک مهاجر اتریشی بود ملاقات کرد و در چهارده سالگی با مرگ زودرس مادرش مواجه شد.او پس از بازدید از گالری هنر واکر به نقاشی روی آورد.
در سال 1937 میلادی فدر به خواهرش لیا در جنوب لندن پیوست. او بین سال 1937 و شروع جنگ جهانی دوم زیر نظر سفالگر هیبر متیوز در وولویچ پلی تکنیک به طور نیمه وقت تحصیل کرد.

## روزهای جنگ و پس از آن
در آغاز جنگ جهانی دوم فدر به لیورپول بازگشت. او در کارخانه هواپیماسازی Rootes استخدام شد، قبل از اینکه به نیروهای پیاده نظام سبک هایلند به خدمت سربازی رود.
او در اوایل زندگی خود به طور مداوم در تلاش بود تا بتواند امرار معاش کند و همچنین زمانی را برای اشتیاق خود برای هنرمند شدن پیدا کند. اولین نمایشگاه انفرادی او در فروشگاه کتاب گیبس در منچستر در سال 1940 بود. او در سال 1947 با تری فراست دوست شد. فراست بعداً به یاد آورد: "من خیلی به یانکل فدر، یکی از اولین منتقدان نقاش من در سال 1947 مدیون هستم. خیلی زود متوجه شدم که او چنین بود. کمی شخصیت ون گوگ، سرشار از استعداد، با شور و شوق به دام افتاده، با حمایت عشق واقعی به هنر و تاریخ هنر. برای اولین بار دیدم که گالری هانوفر به او پیشنهاد داده بود که در سال 1948 بود و او در حال نقاشی کردن بود.
او تکنیک های هنری خود را با مشاهده آثار استادان بزرگی مانند ولاسکوئز، رامبراند و دگا در گالری های عمومی در لیورپول و لندن به دست آورد. او تکنیک های آنها را به یاد آورد و آنها را در طول زندگی حرفه ای خود در هنر خود به کار برد. او در دهه چهل استودیوهای پارک واک در چلسی را انتخاب کرد و در حین کار به عنوان اپراتور تلفن بخشی از حاشیه های هنری بوهمی شد. آثار Feather در دهه 1950 در گالری Beaux Arts هلن لسور در لندن به نمایش گذاشته شد.